# شيخة بلبيسية
الشيخة البلبيسية (باللاتينية: Senecio belbeysius) نوع نباتي يتبع  جنس الشيخة من الفصيلة النجمية.

## الموئل والانتشار
موطنه الأصلي مصر.

## مرادفات للاسم العلمي
- (باللاتينية: Senecio verbenifolius Jacq.)
- (باللاتينية: Senecio aegyptius subsp. thebanus Kadereit)